# Tufo (Italia)
Tufo è un comune italiano di 757 abitanti della provincia di Avellino in Campania.

## Geografia fisica

### Idrografia
A valle del comune di Tufo scorre il fiume Sabato, affluente sinistro del Calore, alimentato anche dai numerosi torrenti e corsi d'acqua presenti nel territorio tufese.

## Origini del nome
Il toponimo deriva dalla roccia vulcanica del tufo, presente diffusamente nel sottosuolo di tutta l'area del paese e grazie alla quale si sono avuti i primi insediamenti nella zona. 

## Storia
Il comune si sviluppò intorno all'area del castello, che sorgeva in cima ad una roccia vulcanica. La sua posizione strategica fece sì che il comune assunse notevole importanza perché era possibile controllare il territorio sottostante dal Terminio al Sannio.
Dopo la conquista normanna il territorio fu distaccato dal principato di Benevento e aggregato alla contea di Ariano; munito di robuste fortificazioni, Tufo nel 1266 ospitò una battaglia tra Svevi e Angioini. Con la regina Giovanna II di Napoli il borgo finì sotto la giurisdizione avellinese, rimanendo coinvolto nelle vicende che interessarono l'intera Italia meridionale intorno al 1400, quando passò in mano agli Aragonesi, per essere poi ceduto al conte Piatti di Venezia nel XVIII.
Nel 1866 Francesco Di Marzo scoprì l'esistenza di miniere di zolfo sul territorio comunale. La lavorazione dello zolfo caratterizzò l'economia tufese fino agli anni '60 quando si ebbe la crisi del settore. Nel 1972 le cave furono chiuse e negli anni '90 lo stabilimento cessò definitivamente l'attività.

## Società

### Evoluzione demografica
Abitanti censiti

### Lingue e dialetti
Accanto alla lingua italiana, nell'ambito del territorio comunale di Tufo si parla il dialetto irpino.

## Economia
L'economia è basata principalmente sulla produzione del Greco di Tufo, rinomato vino bianco conosciuto in tutto il mondo che deve la peculiarità del suo gusto proprio ai terreni ricchi di zolfo di Tufo.

## Monumenti e luoghi di interesse

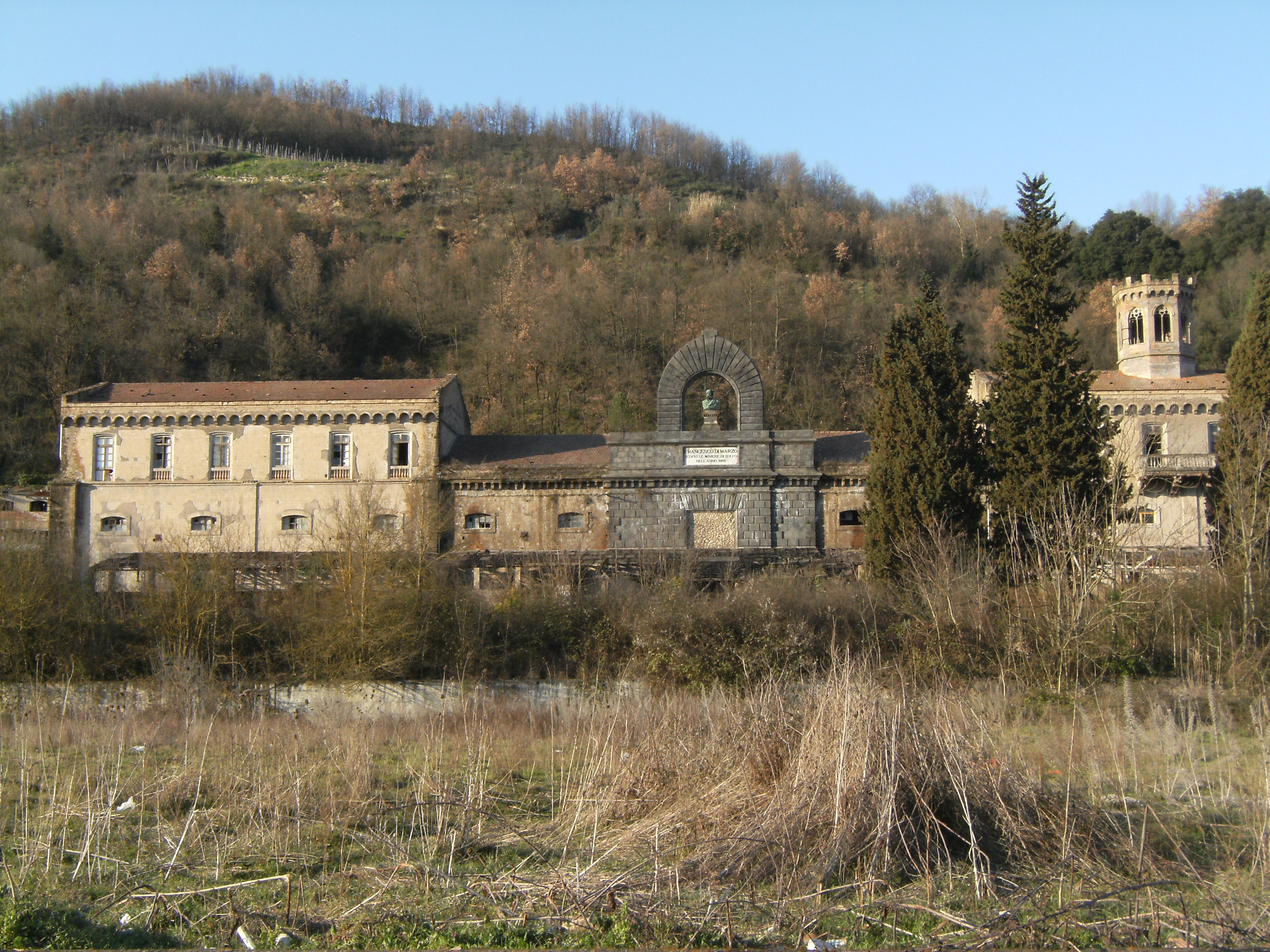
Miniere di zolfo

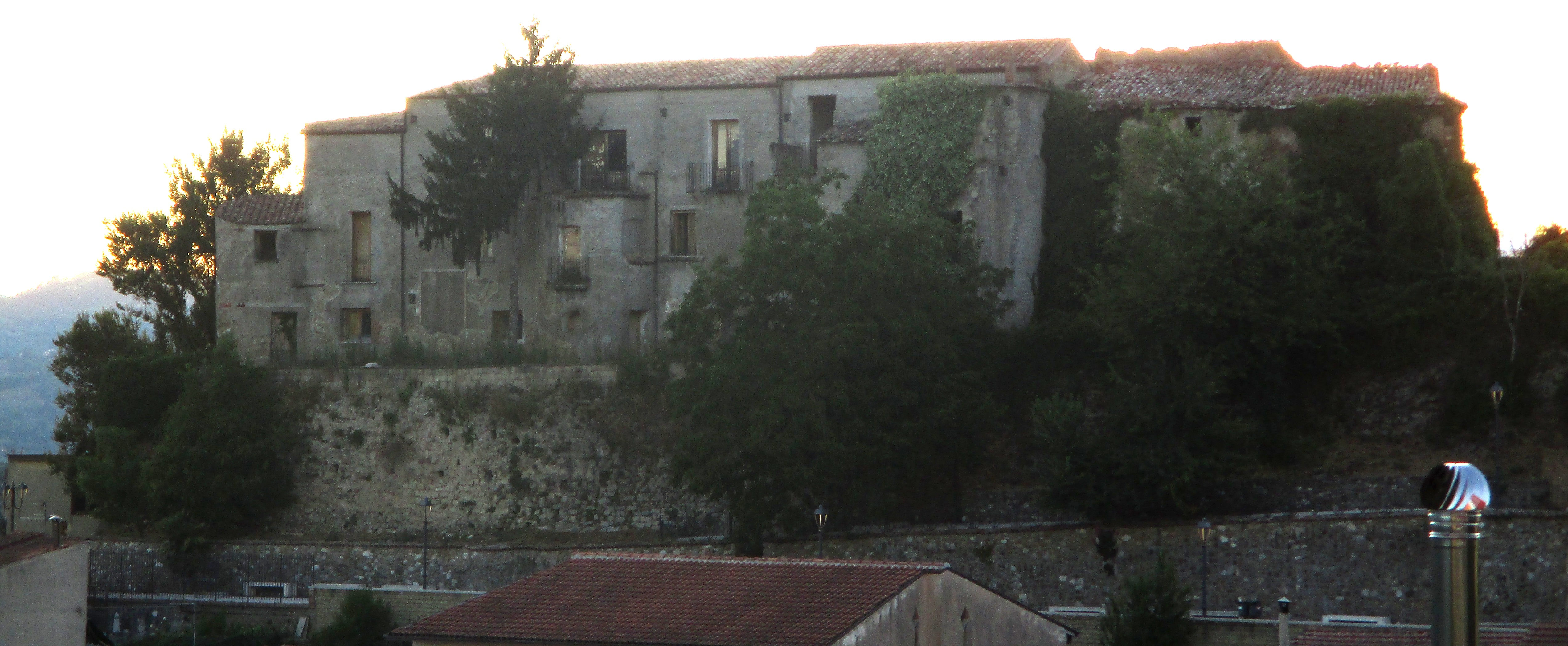
Castello

Tra i monumenti da visitare nel territorio vi sono:
- Castello medievale;
- Palazzo ottocentesco Di Marzo, con le omonime cantine;
- Mulino Giardino, nei pressi delle antiche miniere di zolfo;
- Grotta di San Michele Arcangelo;
- Chiesa m
- Chiesa Madre di Santa Maria Assunta, con annesso oratorio;
- Chiesetta di Sant'Antonio, situata nella frazione San Paolo;
- Casale Aufieri, situato nella frazione San Paolo.

## Infrastrutture e trasporti

### Strade
Le strade che attraversano il territorio comunale sono:
- strada provinciale ex strada statale 371 della Valle del Sabato
- strada provinciale 233: dall'abitato di Tufo alla frazione San Paolo (km 5).

### Ferrovie
Il territorio comunale è attraversato dalla:
- Ferrovia Benevento-Avellino (stazione di Tufo).